# Trypanosoma cruzi
Trypanosoma cruzi (лат.) — вид одноклеточных организмов из семейства трипаносоматид. Видовое название дано Карлусом Шагасом, открывшим вид, в честь своего учителя — Освалду Круса.
Паразит человека и млекопитающих из отрядов броненосцев, грызунов, опоссумовых, приматов, хищных и других (у человека вызывает болезнь Шагаса). Тело изогнутое, сужается к концам клетки, сплющено в одной плоскости. Размер в толщину составляет 1,5—2,0 мкм, длина — 13—40 мкм. У микроорганизма имеется жгутик, в основании которого расположен кинетопласт. Размножается продольным делением надвое.

## Факторы вирулентности

### Транс-сиалидаза
Транс-сиалидаза — это очень важный фермент для вирулентности Trypanosoma cruzi. Есть более тысячи форм гена транс-сиалидазы, но только ~1% от этих генов кодирует каталитически активный фермент. Каталитически активные формы этого фермента играют ключевую роль в процессе инфекции, перераспределяя сиаловые кислоты с поверхности клеток хозяина на собственные гликоконъюгаты паразита. Эта активность способствует маскировке патогена, позволяя ему избегать иммунного ответа хозяина и развивать хроническую форму болезни Шагаса. Кроме того, как активные, так и неактивные транс-сиалидазы способствуют проникновению паразита в клетки, мимикрируя взаимодействие между клеточными рецепторами и поверхностными молекулами паразита. Повышенный уровень активности транс-сиалидазы также связывают с развитием хронической фазы инфекции, что подчеркивает её значение как фактора вирулентности.
Исследования фермента указывают на его перспективность как мишени для разработки терапевтических средств, поскольку использование генетически модифицированных паразитов с нокаутом только активных генов транс-сиалидазы стимулирует иммунный ответ без развития тяжелой болезни.